# 三上隆雄
三上 隆雄（みかみ たかお、1933年11月2日-）は、日本の政治家。参議院議員（1期）、青森県議会議員（3期）、相馬村議（5期）を務めた。

## 略歴
青森県中津軽郡相馬村のリンゴ農家出身。青森県立弘前高等学校中退。1971年、相馬村議会議員、同議長を経て、1989年の第15回参議院議員通常選挙青森県選挙区で、反核燃料を掲げ無所属で立候補し現職の松尾官平を破り、初当選。1995年の第17回参議院議員通常選挙で落選。1999年の青森県議会議員選挙弘前選挙区に出馬し、初当選。以後3期務める。2008年、民主党会派に入る。2009年の第45回衆議院議員総選挙で青森4区の津島恭一の選対本部長を務める。2011年4月、民主党公認で立候補した青森県議会議員選挙で落選。同年7月、政界を引退。

## 栄典
- 2003年（平成15年） - 旭日中綬章[3]